# Хомеопатична Материя медика
Понятието Хомеопатичната Материя медика се използва от хоемопатите за описание на различни хомеопатични препарати. Има различни материи медики: общи, за определени препарати - например такива за спешни случаи, и т.н. Препаратите в материя медика са описани най-често като симптоматика. В някои материи медики обаче, изброените симптоми са илюстрирани и със случаи.
Материя медика е справочник, който се ползва от хомеопата в неговата ежедневна практика. Това могат да бъдат многотомни издания и малцина са тези, които ги знаят наизуст (материя медика на основните лекарства – около 200 на брой).
Материя медика обикновено се ползва след работа с реперториума, от който хомеопата е успял да получи и изведе като резултат на търсене под рубрики няколко хомеопатични препарати, които според хомеопатичните представи са подходящи в съответни случай. Материя медика служи за стесняване на избора от препарати и за избор на най-подходящото от тях.
Още от 90-те години на 20 век (поне) материя медика се ползва и в различни софтуерни варианти (вж медицинска информатика).
Терминът Материя медика без хомеопатично значение е използван още в древногръцки времена. За повече информация виж статията Материя медика.